# 2. ŽNL Vukovarsko-srijemska NS Vukovar 2015./16.
2. ŽNL Vukovarsko-srijemska Nogometnog središta Vukovar je pretposljednji (odnosno šesti) stupanj natjecanja. Prvak lige stječe pravo nastupa u sljedećoj sezoni igra u 1. ŽNL, dok posljednje plasirani (ili posljednja 2 ili 3, ovisno od toga koliko klubova iz kog nogometnog središta ispadne iz 1. ŽNL) ispada u 3. ŽNL Vukovarsko-srijemska NS Vukovar.
Prvenstvo je osvojio NK Sinđelić Trpinja, ali je odustao od plasmana u viši rang. Iz lige su u 3. ŽNL ispali NK Sokol Berak, NK Mohovo i NK Mladost Svinjarevci.

## Tablica
| Mj. | Klub                   | Sus. | Pobj. | Ner. | Por. | GR.    | Bod. |
| --- | ---------------------- | ---- | ----- | ---- | ---- | ------ | ---- |
| 1.  | NK Sinđelić Trpinja    | 22   | 17    | 2    | 3    | 67:23  | 53   |
| 2.  | NK Bršadin             | 22   | 17    | 1    | 4    | 57:16  | 52   |
| 3.  | NK Negoslavci          | 22   | 14    | 2    | 6    | 71:28  | 44   |
| 4.  | NK Šarengrad           | 22   | 13    | 2    | 7    | 68:28  | 41   |
| 5.  | NK Sremac Ilača        | 22   | 12    | 4    | 6    | 50:29  | 40   |
| 6.  | NK Hajduk Bapska       | 22   | 11    | 4    | 7    | 52:38  | 37   |
| 7.  | NK Sloga Borovo        | 22   | 11    | 0    | 11   | 54:38  | 33   |
| 8.  | HNK Mitnica Vukovar    | 22   | 7     | 4    | 11   | 39:47  | 25   |
| 9.  | ŠNK Dunav Sotin        | 22   | 7     | 1    | 14   | 22:54  | 22   |
| 10. | NK Sokol Berak         | 22   | 7     | 0    | 15   | 34:65  | 21   |
| 11. | NK Mohovo              | 22   | 3     | 0    | 19   | 28:106 | 9    |
| 12. | NK Mladost Svinjarevci | 22   | 3     | 0    | 19   | 20:90  | 9    |

## Rezultati
| NK Sremac Ilača - NK Sloga Borovo 1:0 NK Šarengrad - NK Hajduk Bapska 2:1 ŠNK Dunav Sotin - NK Negoslavci 1:4 NK Sokol Berak - NK Mladost Svinjarevci 1:2 NK Bršadin - NK Mohovo 5:0 HNK Mitnica Vukovar - NK Sinđelić Trpinja 1:1 | NK Sloga Borovo - NK Sinđelić Trpinja 2:3 NK Mohovo - HNK Mitnica Vukovar 3:2 NK Mladost Svinjarevci - NK Bršadin 0:1 NK Negoslavci - NK Sokol Berak 5:1 NK Hajduk Bapska - ŠNK Dunav Sotin 5:2 NK Sremac Ilača - NK Šarengrad 1:1  | NK Šarengrad - NK Sloga Borovo 1:3 ŠNK Dunav Sotin - NK Sremac Ilača 0:4 NK Sokol Berak - NK Hajduk Bapska 1:2 NK Bršadin - NK Negoslavci 0:1 HNK Mitnica Vukovar - NK Mladost Svinjarevci 3:1 NK Sinđelić Trpinja - NK Mohovo 10:0 |
| NK Sloga Borovo - NK Mohovo 5:2 NK Mladost Svinjarevci - NK Sinđelić Trpinja 0:6 NK Negoslavci - HNK Mitnica Vukovar 1:1 NK Sremac Ilača - NK Sokol Berak 0:1 NK Šarengrad - ŠNK Dunav Sotin 8:0 NK Hajduk Bapska - NK Bršadin 2:1 | ŠNK Dunav Sotin - NK Sloga Borovo 1:0 NK Sokol Berak - NK Šarengrad 0:4 NK Bršadin - NK Sremac Ilača 1:1 HNK Mitnica Vukovar - NK Hajduk Bapska 0:0 NK Sinđelić Trpinja - NK Negoslavci 2:3 NK Mohovo - NK Mladost Svinjarevci 1:2  | NK Sloga Borovo - NK Mladost Svinjarevci 7:1 NK Negoslavci - NK Mohovo 11:0 NK Hajduk Bapska - NK Sinđelić Trpinja 1:0 NK Sremac Ilača - HNK Mitnica Vukovar 1:0 NK Šarengrad - NK Bršadin 3:1 ŠNK Dunav Sotin - NK Sokol Berak 3:2 |
| NK Sokol Berak - NK Sloga Borovo 5:3 NK Bršadin - ŠNK Dunav Sotin 4:0 HNK Mitnica Vukovar - NK Šarengrad 1:1 NK Sinđelić Trpinja - NK Sremac Ilača 3:0 NK Mohovo - NK Hajduk Bapska 2:3 NK Mladost Svinjarevci - NK Negoslavci 0:5 | NK Sloga Borovo - NK Negoslavci 0:1 NK Hajduk Bapska - NK Mladost Svinjarevci 7:0 NK Sremac Ilača - NK Mohovo 9:0 NK Šarengrad - NK Sinđelić Trpinja 2:4 ŠNK Dunav Sotin - HNK Mitnica Vukovar 2:0 NK Sokol Berak - NK Bršadin 0:3  | NK Bršadin - NK Sloga Borovo 4:0 HNK Mitnica Vukovar - NK Sokol Berak 3:1 NK Sinđelić Trpinja - ŠNK Dunav Sotin 2:0 NK Mohovo - NK Šarengrad 0:10 NK Mladost Svinjarevci - NK Sremac Ilača 1:5 NK Negoslavci - NK Hajduk Bapska 4:1 |
| NK Sloga Borovo - NK Hajduk Bapska 2:0 NK Sremac Ilača - NK Negoslavci 2:1 NK Šarengrad - NK Mladost Svinjarevci 5:0 ŠNK Dunav Sotin - NK Mohovo 0:2 NK Sokol Berak - NK Sinđelić Trpinja 1:5 NK Bršadin - HNK Mitnica Vukovar 8:1 | HNK Mitnica Vukovar - NK Sloga Borovo 3:0 NK Sinđelić Trpinja - NK Bršadin 2:1 NK Mohovo - NK Sokol Berak 4:2 NK Mladost Svinjarevci - ŠNK Dunav Sotin 1:2 NK Negoslavci - NK Šarengrad 1:2 NK Sremac Ilača - NK Hajduk Bapska 1:1  | NK Sloga Borovo - NK Sremac Ilača 1:2 NK Hajduk Bapska - NK Šarengrad 1:3 NK Negoslavci - ŠNK Dunav Sotin 4:0 NK Mladost Svinjarevci - NK Sokol Berak 0:3 NK Mohovo - NK Bršadin 1:2 NK Sinđelić Trpinja - HNK Mitnica Vukovar 2:1  |
| NK Sinđelić Trpinja - NK Sloga Borovo 1:0 HNK Mitnica Vukovar - NK Mohovo 3:1 NK Bršadin - NK Mladost Svinjarevci 3:0 NK Sokol Berak - NK Negoslavci 0:3 ŠNK Dunav Sotin - NK Hajduk Bapska 1:1 NK Šarengrad - NK Sremac Ilača 0:3 | NK Sloga Borovo - NK Šarengrad 2:1 NK Sremac Ilača - ŠNK Dunav Sotin 3:0 NK Hajduk Bapska - NK Sokol Berak 0:2 NK Negoslavci - NK Bršadin 1:2 NK Mladost Svinjarevci - HNK Mitnica Vukovar 4:5 NK Mohovo - NK Sinđelić Trpinja 1:4  | NK Mohovo - NK Sloga Borovo 2:3 NK Sinđelić Trpinja - NK Mladost Svinjarevci 6:1 HNK Mitnica Vukovar - NK Negoslavci 2:3 NK Bršadin - NK Hajduk Bapska 3:0 NK Sokol Berak - NK Sremac Ilača 3:5 ŠNK Dunav Sotin - NK Šarengrad 1:0  |
| NK Sloga Borovo - ŠNK Dunav Sotin 2:0 NK Šarengrad - NK Sokol Berak 5:1 NK Sremac Ilača - NK Bršadin 1:2 NK Hajduk Bapska - HNK Mitnica Vukovar 3:2 NK Negoslavci - NK Sinđelić Trpinja 0:1 NK Mladost Svinjarevci - NK Mohovo 4:3 | NK Mladost Svinjarevci - NK Sloga Borovo 2:5 NK Mohovo - NK Negoslavci 0:11 NK Sinđelić Trpinja - NK Hajduk Bapska 3:1 HNK Mitnica Vukovar - NK Sremac Ilača 4:2 NK Bršadin - NK Šarengrad 3:0 NK Sokol Berak - ŠNK Dunav Sotin 1:0 | NK Sloga Borovo - NK Sokol Berak 9:1 ŠNK Dunav Sotin - NK Bršadin 0:4 NK Šarengrad - HNK Mitnica Vukovar 3:1 NK Sremac Ilača - NK Sinđelić Trpinja 2:2 NK Hajduk Bapska - NK Mohovo 5:2 NK Negoslavci - NK Mladost Svinjarevci 5:0  |
| NK Negoslavci - NK Sloga Borovo 1:3 NK Mladost Svinjarevci - NK Hajduk Bapska 0:5 NK Mohovo - NK Sremac Ilača 1:3 NK Sinđelić Trpinja - NK Šarengrad 2:0 HNK Mitnica Vukovar - ŠNK Dunav Sotin 5:1 NK Bršadin - NK Sokol Berak 2:1 | NK Sloga Borovo - NK Bršadin 0:2 NK Sokol Berak - HNK Mitnica Vukovar 2:0 ŠNK Dunav Sotin - NK Sinđelić Trpinja 1:2 NK Šarengrad - NK Mohovo 6:1 NK Sremac Ilača - NK Mladost Svinjarevci 3:0 NK Hajduk Bapska - NK Negoslavci 4:4  | NK Hajduk Bapska - NK Sloga Borovo 4:2 NK Negoslavci - NK Sremac Ilača 2:0 NK Mladost Svinjarevci - NK Šarengrad 1:5 NK Mohovo - ŠNK Dunav Sotin 0:3 NK Sinđelić Trpinja - NK Sokol Berak 5:2 HNK Mitnica Vukovar - NK Bršadin 1:2  |
| NK Sloga Borovo - HNK Mitnica Vukovar 5:0 NK Bršadin - NK Sinđelić Trpinja 3:1 NK Sokol Berak - NK Mohovo 3:2 ŠNK Dunav Sotin - NK Mladost Svinjarevci 4:0 NK Šarengrad - NK Negoslavci 6:0 NK Hajduk Bapska - NK Sremac Ilača 5:1 | | |